# Kristjan Vilberg
Kristjan Vilberg (ur. 2 lipca 1908 w Aleksandri w prowincji Harjumaa, zm. 12 lipca 1941 w Porchowie) – estoński strzelec, mistrz świata. Brat strzelca Johannesa.

## Życiorys
Od 1932 roku uprawiał lekkoatletykę. W 1936 roku, pod wpływem swojego brata Johannesa, zajął się strzelectwem. W strzeleckiej reprezentacji Estonii startował od 1936 do 1939 roku, zdobywając w tym czasie trzy medale mistrzostw świata. Na zawodach w 1937 roku zdobył złoty medal w karabinie wojskowym stojąc z 300 m. Podczas mistrzostw świata w 1939 roku osiągnął dwa brązowe medale, w tym po jednym w zawodach indywidualnych (karabin wojskowy leżąc z 300 m) i drużynowych (karabin wojskowy, trzy postawy, 300 m (3x20 strzałów)). W latach 1937–1939 zdobył siedem medali mistrzostw Estonii, w tym sześć złotych. Był czterokrotnym indywidualnym i dwukrotnym drużynowym rekordzistą kraju. 
Ukończył szkołę podstawową w Kaiu, a w 1933 roku szkołę podoficerską. Od 1930 do 1937 roku był członkiem batalionu piechoty w Kalevi, a w latach 1938–1940 członkiem zarządu organizacji strzeleckiej Üleajateenijate Laskespordi Ühingu. Został zamordowany w 1941 roku przez żołnierzy Armii Czerwonej. W 1975 roku na strzelnicy w Kaiu po raz pierwszy rozegrano zawody strzeleckie imienia braci Vilbergów. 

## Wyniki

### Medale na mistrzostwach świata
Opracowano na podstawie materiałów źródłowych:
| Mistrzostwa   | Konkurencja                                                      | Wynik             | Miejsce |
| ------------- | ---------------------------------------------------------------- | ----------------- | ------- |
| Helsinki 1937 | Karabin wojskowy stojąc, 300 m                                   | 172 pkt.          | złoto   |
| Lucerna 1939  | Karabin wojskowy, trzy postawy, 300 m, drużynowo (3x20 strzałów) | 2548 pkt. (druż.) | brąz    |
| Lucerna 1939  | Karabin wojskowy leżąc, 300 m                                    | 364 pkt.          | brąz    |